# Gemiler-sziget
A Gemiler-sziget (törökül: Gemiler Adası) sziget a Földközi-tengeren, Fethiye városától nem messze. Számos 4. és 6. század között épült templom romja található itt, valamint régészek szerint Szent Miklós eredeti sírja is itt volt.

## Története
A szigeten öt, 4. és 6. század között épült görög templom romja található. Több mint negyven egyéb egyházi épület romja, valamint több mint ötven keresztény sír is van a szigeten. Az egyik templomot egyenesen a sziklába vájták a sziget legmagasabb pontján.
Régészek szerint a szigeten lehet Szent Miklós eredeti sírja. A sziget török nevének jelentése „hajók szigete”, ami utalhat Szent Miklósra, mint a tengerészek védőszentjére. A középkorban a szigetet Szent Miklós-sziget néven is nevezték. Úgy vélik, a sziklatemplomban temették el eredetileg, 326-ban, és a 650-es évekig maradtak ott a maradványai, amikor is a sziget az arab flotta fenyegetése miatt elnéptelenedett és Szent Miklós hamvait a 25 kilométerre keletre fekvő Myrába vitték.